# Jentina
Jentina, all'anagrafe Jentina Rose Rees, nata Jentina Chapman (Woking, 6 marzo 1984), è una cantante e rapper britannica di origini romaní.

## Biografia
Nata a Woking in una roulotte da una famiglia romaní, la sua famiglia insieme ai suoi dodici fratelli e sorelle si trasferirono nel Surrey. Inizia a lavorare giovanissima dapprima in una fabbrica, per poi trasferirsi a Miami dove divenne rappresentante per un'agenzia di modelle. Lì, attraverso una registrazione effettuata da uno dei fratelli, scoprì la musica di Nas e si appassionò alla musica hip hop. Rientrata a Londra, dove lavorò come commessa in un negozio di abbigliamento, fu notata mentre canticchiava dal manager Dave Rorrell che le fece firmare un contratto con la Virgin Records.
Esordì quindi nel 2004 col singolo rap Bad Ass Strippa, prodotto da Jimmy Douglas, già collaboratore di Timbaland, che ricevette una notevole promozione sia su riviste cartacee come NME che attraverso una notevole rotazione radiofonica su BBC Radio 1, raggiungendo la posizione numero ventidue della classifica ufficiale britannica dei singoli. Il brano era basato su un campionamento di For the Money of Love dei The O'Jays e fu resa popolare anche per una parodia eseguita dall'artista grime Lady Sovereign, considerata "rivale" della rapper e che di fatto ne oscurò il successo. Il brano superò anche i confini britannici, raggiungendo l'Italia dove l'artista presentò il brano al Festivalbar 2004 entrando nella classifica dei singoli più venduti alla posizione venti. Entrò in classifica anche in Australia. Come secondo singolo pubblicò il brano French Kisses, dalle sonorità più pop, che raggiunse la ventesima posizione della classifica britannica; tuttavia, a causa di una esibizione disastrosa durante una puntata dello spettacolo musicale CD:UK, la popolarità nel Regno Unito crollò al punto che l'artista interruppe la produzione discografica nel paese d'origine. Mantenne invece buoni riscontri in Italia, paese in cui pubblicò il suo terzo singolo Mysterious che riuscì nuovamente a entrare in classifica. I tre singoli, insieme ad altre tracce inedite, confluirono nell'album di debutto dell'artista, l'eponimo Jentina pubblicato nel 2005. Nello stesso anno, l'artista mantenne la popolarità grazie all'inserimento dei suoi brani nella colonna sonora della serie televisiva CSI: NY e catturando l'attenzione dei media per la relazione sentimentale con Keith Flint, componente dei The Prodigy.
Sospesa l'attività discografica si è dedicata all'attività di modella professionista per aziende come Wonderbra, per al quale ha interpretato uno spot pubblicitario balzato all'attenzione dei media in cui la cantante, vestita solo con uno slip, suonava alla batteria il brano In the Air Tonight di Phil Collins.

## Influenze
Ispirata dal rapper Nas, al debutto, l'artista fu paragonata dalla critica musicale ad altri artisti contemporanei come Kelis, le Sugababes e Neneh Cherry.

## Discografia

### Album in studio
- 2005 - Jentina

### Singoli
- 2004 - Bad Ass Strippa
- 2004 - French Kisses
- 2005 - Mysterious